# Trachyneta
Genre
Trachyneta est un genre d'araignées aranéomorphes de la famille des Linyphiidae.

## Distribution
Les espèces de ce genre se rencontrent au Congo-Kinshasa et au Malawi.

## Liste des espèces
Selon World Spider Catalog (version 16.5, 4/12/2015) :
- Trachyneta extensa Holm, 1968
- Trachyneta jocquei Merrett, 2004

## Publication originale
- Holm, 1968 : Spiders of the families Erigonidae and Linyphiidae from East and Central Africa. Annales du Musée Royal de l'Afrique Centrale, no 171, p. 1-49.